# Risbäckstjärnarna
Risbäckstjärnarna är en sjö i Vindelns kommun i Västerbotten och ingår i Umeälvens huvudavrinningsområde.